# Eilema ratonis
Eilema ratonis là một loài bướm đêm thuộc phân họ Arctiinae, họ Erebidae.